# モンタナの風に抱かれて
『モンタナの風に抱かれて』（原題: The Horse Whisperer）は、1998年のアメリカ映画。ニコラス・エヴァンスの同名小説（1995年出版）を映画化。
第56回ゴールデングローブ賞監督賞、作品賞(ドラマ部門)ノミネート。
第71回アカデミー賞主題歌賞ノミネート。

## あらすじ
ニューヨークで暮らす弁護士のロバート、雑誌編集長のアニー、13歳の一人娘グレース。ある日、グレースが乗馬中の事故で片足を切断、愛馬ピルグリムは事故のショックで暴れ馬になってしまった。深く傷ついた娘と馬を立ち直らせるため、アニーは馬を癒す能力（ホース・ウィスパラー）のカウボーイ、トム・ブッカーの元を訪れる。大自然の中で次第に心を癒されていく馬とグレース。アニーもまたトムの大きな包容力に限りない安らぎを感じ、いつしか許されぬ恋に落ちていた...。

## キャスト
| 役名                 | 俳優                             | 日本語吹替 |
| -------------------- | -------------------------------- | ---------- |
| トム・ブッカー       | ロバート・レッドフォード         | 磯部勉     |
| アニー・マクリーン   | クリスティン・スコット・トーマス | 一柳みる   |
| ロバート・マクリーン | サム・ニール                     | 石塚運昇   |
| ダイアン・ブッカー   | ダイアン・ウィースト             | 赤司まり子 |
| グレース・マクリーン | スカーレット・ヨハンソン         | 坂本真綾   |
| フランク・ブッカー   | クリス・クーパー                 | 石田圭祐   |
| リズ・ハモンド       | チェリー・ジョーンズ             |            |
| ジョー・ブッカー     | タイ・ヒルマン                   | 内澤祐豊   |
| ジュディス           | キャサリン・ボスワース           |            |

その他：竹口安芸子、松岡文雄、岩田安生、瀬能礼子、中山真奈美、石井隆夫、藤貴子、田村真紀、園田恵子、すずき紀子、藤巻恵理子、内田聡明、鳥畑洋人、坂口賢一、宗矢樹頼

## 評価
レビュー・アグリゲーターのRotten Tomatoesでは57件のレビューで支持率は74%、平均点は6.90/10となった。Metacriticでは19件のレビューを基に加重平均値が65/100となった。
評論家の芹沢俊介は著書『引きこもるという情熱』で本作について「引きこもりについてどう考えるかを知るための最良の知識を与えてくれるもの」「引きこもりとは何かという観点をもってこの映画を見ると、たくさんのことを教えてくれると思います。」「『モンタナの風に抱かれて』は、娯楽映画としてもとてもよくできていると同時に、引きこもりという現象を理解するのに、たいへん示唆的です。引きこもりとは何かという観点をもってこの映画を見ると、いくつかの基本的なポイントを教えてもらえると思います。」と評している。